# Коновалов Віктор Єгорович
Віктор Єгорович Коновалов (нар. 7 березня 1947, Українська РСР) — радянський футболіст та тренер, виступав на позиції захисника та нападника.

## Кар'єра гравця
Футбольну кар'єру розпочав 1966 року в краматорському «Авангарді». У 1968 році захищав кольори «Старту» (Дзержинськ). У 1969 році прийняв запрошення донецького «Шахтаря», але грав лише за дублюючий склад, тому того ж року повернувся в «Авангард» (Краматорськ). Влітку 1970 року перейшов до «Комунарця» (Комунарськ), але вже наступного року перейшов у рівненську «Горинь». У 1973 році перейшов до «Янгієр» (у 1975 році нетривалий період часу перебував у таборі «Пахтакора», але не зіграв жодного офіційного поєдинку), у футболці якого 1980 року завершив кар'єру футболіста.

## Кар'єра тренера
По завершенні кар'єри гравця розпочав тренерську діяльність. У вересні 1982 року приєднався до тренерського штабу «Новатора» (Жданов), в якому він спочатку допомагав тренувати гравців, а на початку 1983 року призначений технічним директором клубу. Влітку 1983 року залишив «Новатор». З липня 1986 рік по кінець 1987 року повернувся в «Новатор» на посаду асистента головного тренера. На початку 1995 року вкотре запросили до маріупольського клубу, який вже виступав під назвою «Азовець» (Маріуполь), де очолював першу команду до липня 1995 року. Потім працював з дітьми ДЮСШ «Іллічівець» (Москва).